# Achim Warmbold
Achim Warmbold (Duisburg, 17 luglio 1941) è un ex pilota automobilistico tedesco.

## Carriera
Ha vinto il Campionato di rally della Germania occidentale nel 1971 e nel 1980 e ha ottenuto due vittorie durante la stagione inaugurale del Campionato del mondo di rally nel 1973, vincendo nello stesso anno il Rally di Polonia e il Rally d'Austria 1973.
A parte la sua prima gara nel mondiale rally, il suo copilota per tutte le stagioni 1973 e 1974 è stato Jean Todt.
Achim Warmbold è stato anche team manager del Mazda Rally Team Europe, che portò prima in gara la RX-7 Gruppo B (partecipando anche ad alcuni rally con la vettura) e poi le 323 4WD Turbo e 323 GTX Gruppo A.

## Palmarès
- 2  Campione di Germania: 1971, 1980

## Risultati nel mondiale rally

### ICM
- 1970 - BMW 2002 Ti - 23° al Rally di Monte Carlo
- 1971 - BMW Alpina - BMW 2002 Ti - Ritirato al Rally di Monte Carlo, 14° al Rally di Gran Bretagna
- 1972 - BMW Alpina - BMW 2002 Ti - 3° al Rally dell'Acropoli, ritirato al Rally d'Austria

### WRC
| 1973 | Scuderia            | Vettura                                      |  |  |     |  |  |     |   |   |   |     |  |    |  |  |  |  | Punti | Pos. |
| ---- | ------------------- | -------------------------------------------- |  |  | --- |  |  | --- | - | - | - | --- |  | -- |  |  |  |  | ----- | ---- |
| 1973 | BMW Motorsport GmbH | BMW 2002 Tii BMW 2002 Fiat 124 Abarth Rallye |  |  | Rit |  |  | Rit | 1 | 8 | 1 | Rit |  | 15 |  |  |  |  |       |      |

| 1974 | Scuderia                                   | Vettura                     |     |  |    |  |  |  |  |  |  |  |  |  |  |  |  |  | Punti | Pos. |
| ---- | ------------------------------------------ | --------------------------- | --- |  | -- |  |  |  |  |  |  |  |  |  |  |  |  |  | ----- | ---- |
| 1974 | Opel Euro Händler Team BMW Motorsport GmbH | Opel Ascona 1.9 SR BMW 2002 | Rit |  | 13 |  |  |  |  |  |  |  |  |  |  |  |  |  |       |      |

| 1975 | Scuderia                                          | Vettura                                                         |     |  |  |     |  |     |  |  |  |  |  |  |  |  |  |  | Punti | Pos. |
| ---- | ------------------------------------------------- | --------------------------------------------------------------- | --- |  |  | --- |  | --- |  |  |  |  |  |  |  |  |  |  | ----- | ---- |
| 1975 | Alpine Renault Dealer Team Toyota KWS Autotechnik | Alpine-Renault A310 1800 Toyota Corolla Levin TE27 BMW 2002 Tii | Rit |  |  | Rit |  | Rit |  |  |  |  |  |  |  |  |  |  |       |      |

| 1978 | Scuderia               | Vettura          |     |  |  |   |   |  |  |     |  |  |  |  |  |  |  |  | Punti | Pos. |
| ---- | ---------------------- | ---------------- | --- |  |  | - | - |  |  | --- |  |  |  |  |  |  |  |  | ----- | ---- |
| 1978 | Opel Euro Händler Team | Opel Kadett GT/E | Rit |  |  | 5 | 5 |  |  | Rit |  |  |  |  |  |  |  |  |       |      |

| 1979 | Scuderia | Vettura                                   |    |  |  |  |     |  |  |  |  |  |  |  |  |  |  |  | Punti | Pos. |
| ---- | -------- | ----------------------------------------- | -- |  |  |  | --- |  |  |  |  |  |  |  |  |  |  |  | ----- | ---- |
| 1979 |          | Citroën CX 2500 Diesel Porsche Carrera RS | SQ |  |  |  | Rit |  |  |  |  |  |  |  |  |  |  |  | 0     |      |

| 1980 | Scuderia          | Vettura                      |     |  |  |  |  |  |  |  |  |  |  |  |  |  |  |  | Punti | Pos. |
| ---- | ----------------- | ---------------------------- | --- |  |  |  |  |  |  |  |  |  |  |  |  |  |  |  | ----- | ---- |
| 1980 | Team Fischer HiFi | Toyota Celica 2000 GT (RA45) | Rit |  |  |  |  |  |  |  |  |  |  |  |  |  |  |  | 0     |      |

| 1981 | Scuderia | Vettura                      |  |  |     |  |  |  |  |  |  |  |  |  |  |  |  |  | Punti | Pos. |
| ---- | -------- | ---------------------------- |  |  | --- |  |  |  |  |  |  |  |  |  |  |  |  |  | ----- | ---- |
| 1981 |          | Toyota Celica 2000 GT (RA45) |  |  | Rit |  |  |  |  |  |  |  |  |  |  |  |  |  | 0     |      |

| 1982 | Scuderia                | Vettura   |    |  |  |  |  |  |  |  |  |  |  |  |  |  |  |  | Punti | Pos. |
| ---- | ----------------------- | --------- | -- |  |  |  |  |  |  |  |  |  |  |  |  |  |  |  | ----- | ---- |
| 1982 | Mazda Rally Team Europe | Mazda 323 | 54 |  |  |  |  |  |  |  |  |  |  |  |  |  |  |  | 0     |      |

| 1983 | Scuderia                | Vettura              |    |  |  |  |  |    |  |  |  |  |  |  |  |  |  |  | Punti | Pos. |
| ---- | ----------------------- | -------------------- | -- |  |  |  |  | -- |  |  |  |  |  |  |  |  |  |  | ----- | ---- |
| 1983 | Mazda Rally Team Europe | Mazda 323 Mazda RX-7 | 20 |  |  |  |  | 15 |  |  |  |  |  |  |  |  |  |  | 0     |      |

| 1984 | Scuderia                | Vettura                    |    |  |  |  |  |   |  |  |  |  |  |  |  |  |  |  | Punti | Pos. |
| ---- | ----------------------- | -------------------------- | -- |  |  |  |  | - |  |  |  |  |  |  |  |  |  |  | ----- | ---- |
| 1984 | Mazda Rally Team Europe | Mazda 323 Turbo Mazda RX-7 | 11 |  |  |  |  | 9 |  |  |  |  |  |  |  |  |  |  | 2     | 53º  |

| 1985 | Scuderia                | Vettura    |  |  |  |  |  |   |  |  |  |  |  |  |  |  |  |  | Punti | Pos. |
| ---- | ----------------------- | ---------- |  |  |  |  |  | - |  |  |  |  |  |  |  |  |  |  | ----- | ---- |
| 1985 | Mazda Rally Team Europe | Mazda RX-7 |  |  |  |  |  | 6 |  |  |  |  |  |  |  |  |  |  | 6     | 34º  |

| 1986 | Scuderia                | Vettura       |     |  |  |  |  |  |  |  |  |  |  |  |  |  |  |  | Punti | Pos. |
| ---- | ----------------------- | ------------- | --- |  |  |  |  |  |  |  |  |  |  |  |  |  |  |  | ----- | ---- |
| 1986 | Mazda Rally Team Europe | Mazda 323 4WD | Rit |  |  |  |  |  |  |  |  |  |  |  |  |  |  |  | 0     |      |

| 2000 | Scuderia | Vettura            |  |  |  |  |  |  |  |  |  |  |  |  |  |     |  |  | Punti | Pos. |
| ---- | -------- | ------------------ |  |  |  |  |  |  |  |  |  |  |  |  |  | --- |  |  | ----- | ---- |
| 2000 |          | Toyota Corolla WRC |  |  |  |  |  |  |  |  |  |  |  |  |  | Rit |  |  | 0     |      |

| Legenda | 1º posto | 2º posto | 3º posto | A punti | Senza punti | Ritirato | Squalificato | NP=Non partito C=Gara cancellata | Apice=Power stage |